# Lovesick (Elton John)
Lovesick è un brano composto dall'artista britannico Elton John; il testo è di Bernie Taupin.

## La melodia e il testo
Originariamente pubblicato come B-side del singolo Song for Guy, nel 1998 venne inserito nella versione rimasterizzata dell'album A Single Man. 
Musicalmente parlando, si caratterizza come un pezzo veloce (presenta anche cambiamenti di tempo), e può quindi richiamare alla mente il singolo Part-time Love. Sono presenti il percussionista Ray Cooper e una sezione di archi; viene messo in evidenza anche un assolo di chitarra recante toni blues.
A dispetto della briosità della melodia, il testo, scritto da Bernie Taupin al tempo del divorzio da Maxine Feibelman (l'ispiratrice della famosa Tiny Dancer), denota una tristezza senza precedenti (il titolo, in italiano, significherebbe Malato d'amore).
Anche Lovesick è stata composta durante le session dell'album Blue Moves (come la precedente I Cry at Night), e insieme ad altri pezzi di questo LP rispecchia gli stati d'animo di un Taupin in piena crisi coniugale. È stata comunque registrata durante le session di A Single Man.